# 渡邉栞奈
渡邉 栞奈（わたなべ かんな、1996年10月22日 - ）は、静岡県出身の女子競輪選手。日本競輪選手会静岡支部所属、ホームバンクは静岡競輪場。日本競輪選手養成所第122期生。師匠は実父で競輪選手の渡邉晴智（73期）。夫は同じく競輪選手の野崎翼（121期）、弟も競輪選手の渡邉雅也（117期）。

## 経歴
父はGIで2度の優勝を誇る渡邉晴智で実弟は同じく競輪選手の雅也（117期）、いとこは渡邉雄太（105期）・渡邉直弥（113期）という競輪一家に生まれた（きょうだいは他に妹がいる）。
中学・高校はバスケットボールに打ち込み、介護系専門学校を卒業後は介護施設に勤務していた。その後退職し、祖父の介護を経てアルバイトをしていたとき、弟雅也が競輪選手としてデビューしたことをきっかけに競輪選手の道に進んだ。
2021年1月14日、日本競輪選手養成所第122回技能試験に合格。在所競走成績は14位（1勝）。卒業記念レースは決勝3着。
2022年4月30日、松戸競輪場でデビューし2着。初勝利は同年5月1日の松戸競輪場で挙げた。
2024年5月5日、養成所で同期入所であった野崎翼（岐阜、121期）と結婚（公表は12月29日）。ただ、結婚して間もない同年8月に練習中の事故で11か所の骨折という大怪我を負うも同年12月12日からの地元・静岡FIで復帰を果たした。